# 全ロシア映画大学
全ロシア映画大学（全ロシアえいがだいがく、ロシア語: Всероссийский государственный институт кинематографии 英語: All-Russian State University of Cinematography）は、ロシアのモスクワにあり、"世界でもっとも長い歴史を誇る映画教育のための大学"である。略称はVGIK, 旧称は全ソ国立映画大学（ロシア語: Всесоюзный государственный институт кинематографии 英語: All-Union State Institute of Cinematography）。

## 概要
1919年、映画監督で俳優のウラジミール・ガルディン (Vladimir Gardin) によって創立された。セルゲイ・エイゼンシュテイン、フセヴォロド・プドフキン、アレクセイ・バターロフは、その最も優秀な教授であった。
1986年、ロシアの映画監督で俳優のセルゲイ・ゲラシモフ (Sergei Gerasimov) の名を冠した。
映画制作プロダクションとしての機能ももっており、短編映画を中心にポーランドなどとの合作も行っている。留学生も受け入れており、ソ連・東側諸国や共産圏を中心に世界各国の映画人を輩出している。現在、35ミリフィルム製作を通した教授方法にフォーカスした数少ない映画学校のひとつである。

## 同大関係者

### 卒業生
- セルゲイ・ボンダルチュク
- レオニード・ガイダイ
- オタール・イオセリアーニ
- アンドレイ・コンチャロフスキー
- ニキータ・ミハルコフ
- セルゲイ・パラジャーノフ
- テンギズ・アブラゼ
- レゾ・チヘイゼ（Чхеидзе, Резо Давидович）
- エーリダル・リャザーノフ（Eldar Ryazanov）
- ワシーリー・シュクシン
- アレクサンドル・ソクーロフ
- アンドレイ・タルコフスキー
- ミハイル・ヴァルタノフ（Mikhail Vartanov）
- エレム・クリモフ
- グレブ・パンフィーロフ
- ラリーサ・カードチュニコヴァ
- ヴィターリー・カネフスキー
- ナターリヤ・ボンダルチューク
- アレクサンドル・ペトロフ
- バフティヤル・フドイナザーロフ（Bakhtiar Khudojnazarov）
- ヴェト・リン（Việt Linh、ヴェトナム）
- コンラート・ヴォルフ（Konrad Wolf、東ドイツ）
- ドロタ・ケンジェジャフスカ（Dorota Kędzierzawska、ポーランド）
- アブデラマン・シサコ（マリ、モーリタニア）
- マリーナ・ヴィシネヴェツカヤ

### 教授経験者
- アレクセイ・バターロフ
- アレクサンドル・ドヴジェンコ
- セルゲイ・エイゼンシュテイン
- セルゲイ・ゲラシモフ（Sergei Gerasimov）
- フセヴォロド・プドフキン
- ミハイル・ロンム（Mikhail Romm）
- ミハイル・カラトーゾフ